# 香美市立やなせたかし記念館

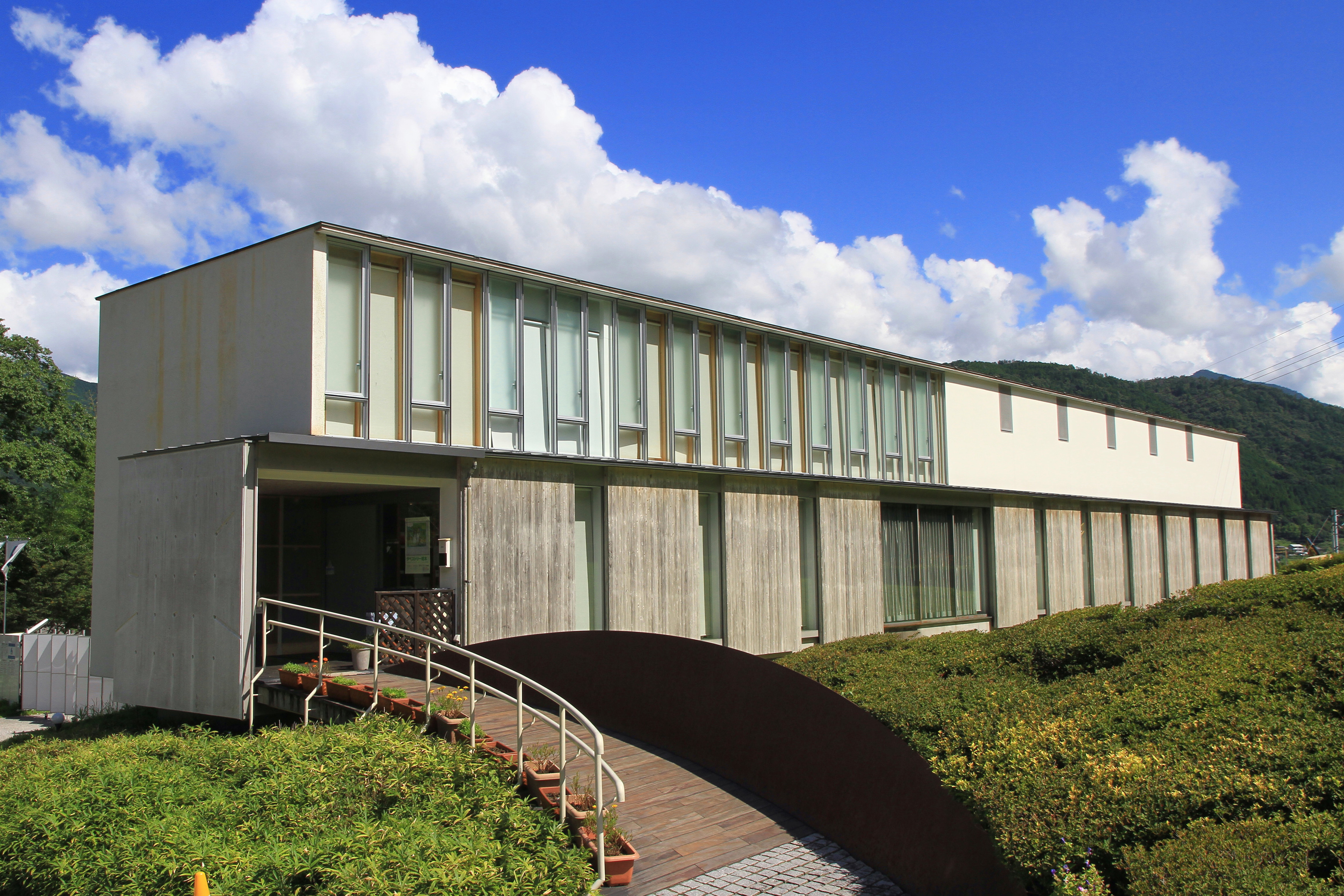
詩とメルヘン絵本館

香美市立やなせたかし記念館（かみしりつ やなせたかしきねんかん）は、高知県香美市（旧香北町）に位置する漫画家・絵本作家やなせたかしの美術館。「アンパンマンミュージアム」や「詩とメルヘン絵本館」などから構成される複合施設である。

## 概要
やなせのゆかりの地である高知県香美市で1996年7月に開館した。道の駅美良布に隣接しており、『アンパンマン』のタブロー画や絵本の原画を展示する「アンパンマンミュージアム」（香美市香北町美良布1224番地2）とそれ以外の詩や漫画、イラストなどの作品を中心に展示する「詩とメルヘン絵本館」（香美市香北町韮生野379番地）からなる。このほか周辺施設として別館や収蔵庫、やなせたかし記念公園がある。
館名は当初やなせが自分の名前を冠することを遠慮して「アンパンマンミュージアム」と名付けようとしたが、香北町が「やなせ・たかし記念館」を望んだことから、その両方を取った「やなせ・たかし記念館アンパンマンミュージアム」という名称となった。
2025年（令和7年）3月29日に新装オープンし、同日から1日約3千人を入館上限とする完全予約制がとられることとなった。

## 施設データ
- 所在地： 高知県香美市香北町美良布1224番地2
- 名誉館長：やなせたかし
- 指定管理者： 公益財団法人やなせたかし記念アンパンマンミュージアム振興財団
- 建物設計：古谷誠章、八木佐千子（2000年日本建築学会作品選奨）

## 利用案内
詳細は公式サイト内「Information 利用料金と交通案内」を参照。
開館時間・休館日
- 開館時間：9:30 - 17:00（最終入館：16:30）

※夏休み期間（7月20日〜8月31日）は9:00より開館
- 休館日：毎週火曜日（火曜日が祝日の場合は翌日）

※春休み・ゴールデンウィーク・夏休み・冬休み期間は無休
入館料
- 大人：共通券 700円/メルヘン館のみ 400円
- 中学生・高校生：共通券 500円/メルヘン館のみ 200円
- 小人（3歳以上・小学生）：共通券 300円/メルヘン館のみ 100円
- 3歳未満：全館無料

※共通券は有料施設である「アンパンマンミュージアム」と「詩とメルヘン絵本館」の両館に入館可能（この2施設以外は無料施設）
※チケットは当日の17：00まで有効（当日中は再入館も可能）

## 沿革
- 1992年12月 - 香北町総合文化会館構想を発表[9]。
- 1994年
  - 1月 - 総合文化会館をやなせたかしの記念館とすることが決定、この時点での名称は「アンパンマン美術館（仮称）」。
  - 8月 - 正式名称を「香北町立やなせたかし記念館 アンパンマンミュージアム」に決定。
- 1995年
  - 6月 - 「アンパンマンミュージアム」起工。
  - 11月 - 財団法人アンパンマンミュージアム振興財団設立。
- 1996年7月 - 「香北町立やなせたかし記念館 アンパンマンミュージアム」開館。
- 1997年10月 - 「詩とメルヘン絵本館」起工。
- 1998年8月 - 「詩とメルヘン絵本館」開館。
- 2001年1月 - 「香北町立やなせたかし記念館別館」開館。
- 2005年2月 - 「やなせたかし記念公園」開園。町の有志により「やなせ兎像」を園内に設立。
- 2006年
  - 3月 - アンパンマンミュージアムの「アンパンマンワールド」コーナーをリニューアル。
  - 4月 - 市町村合併に伴い、「香美市立やなせたかし記念館」に名称変更。
  - 7月 - 開館10周年を迎える。
- 2008年11月 - 「ジャイアントだだんだん像」をアンパンマンミュージアム脇に設立。
- 2011年
  - 7月 - 開館15周年を迎える。「アンパンマン像」をアンパンマンミュージアム前に設立。「アンパンマンワールド」コーナーを再リニューアル。
  - 10月 - 大型収蔵庫が竣工。
- 2012年11月1日 - 公益法人制度改革に伴い、運営主体が公益財団法人やなせたかし記念アンパンマンミュージアム振興財団に移行。
- 2017年
  - 7月12日 - 「詩とメルヘン絵本館」および別館にてサンリオキャラクターの「マイメロディ」および「リトルツインスターズ」の展覧会である「マイメロディ展」と「キキ&ララ展」を9月4日まで同時開催する[10]。展覧会ではやなせ氏とサンリオとの深いつながりも紹介された。
  - 8月26日 - 一般社団法人アニメツーリズム協会の「訪れてみたい日本のアニメ聖地88（2018年版）」の一つに当館が選定される[11][12][13]。
- 2018年7月18日 - 詩とメルヘン絵本館の開館20周年を機に、詩とメルヘンの創刊号から最終号までの表紙画などを展示する「『詩とメルヘン』とやなせたかしの歩み展」が同年10月15日にかけて開催される。8月10日には開館記念日セレモニーが挙行され、8月12日にはやなせがデザインしたキャラクターである、「ごめん・なはり線」のキャラクターとの撮影会や握手会も催された[14]。

## 交通アクセス
タクシー
- 高知龍馬空港より約40分

公共交通機関
- 土讃線土佐山田駅よりジェイアール四国バス大栃線で約25分、終点の美良布（アンパンマンミュージアム前）下車。徒歩約5分。
  - 2020年3月31日までは大栃まで運行され、途中の最寄りに「アンパンマンミュージアム前」停留所（香美市営バス移管後は「大宮前」に改称）が設置されていた[15]。

## ギャラリー

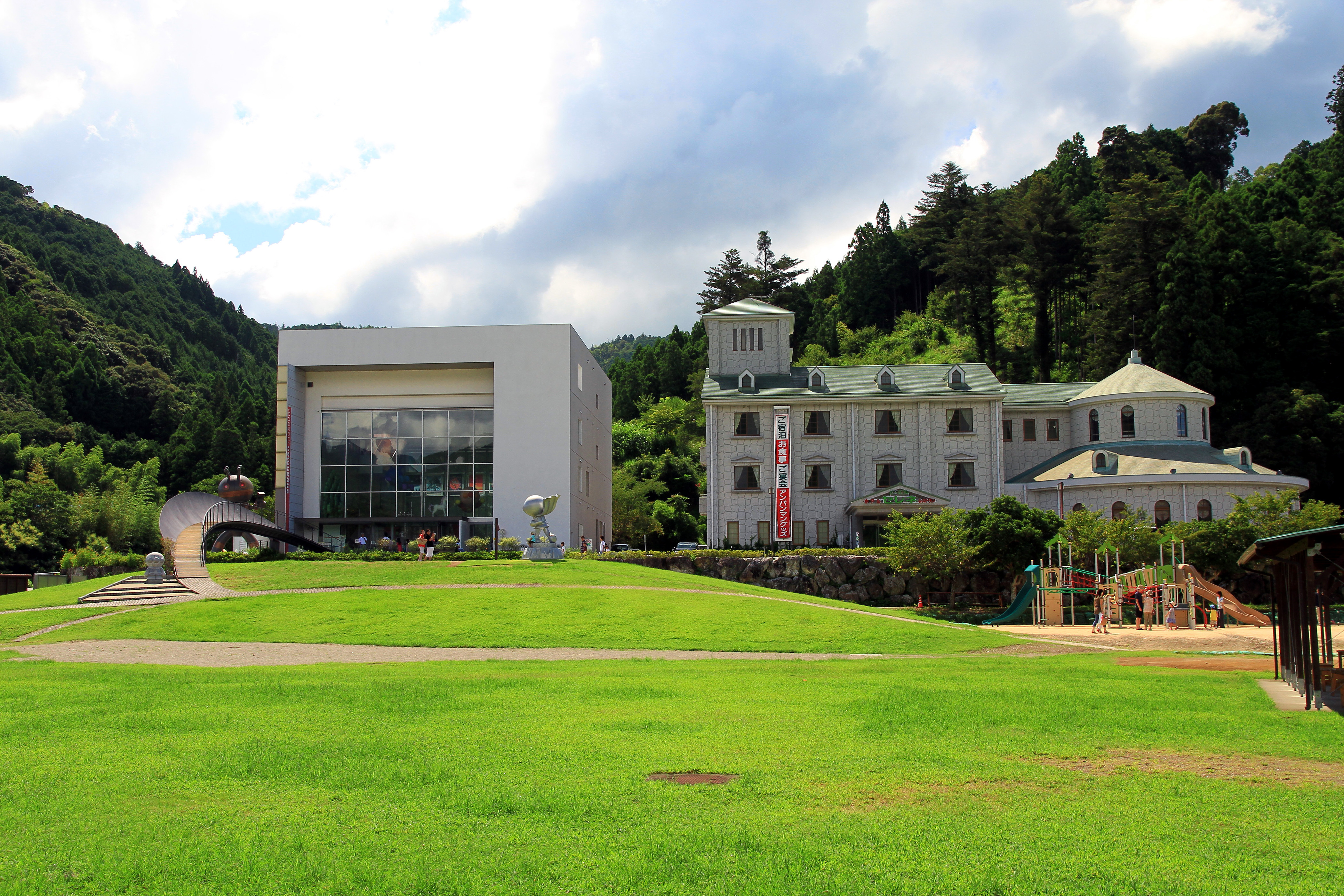
遠景
エントランスホール
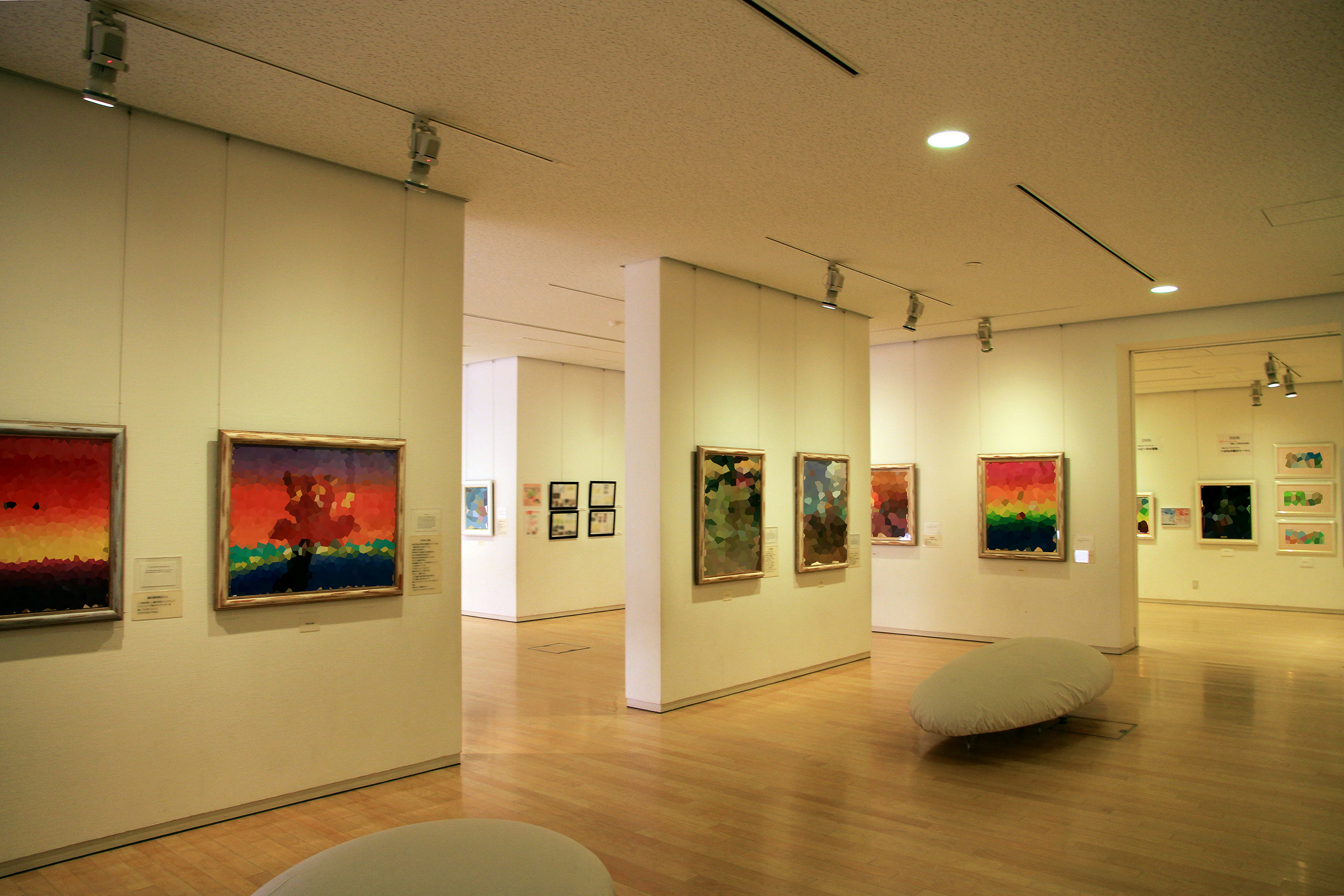
やなせギャラリー（常設展示）
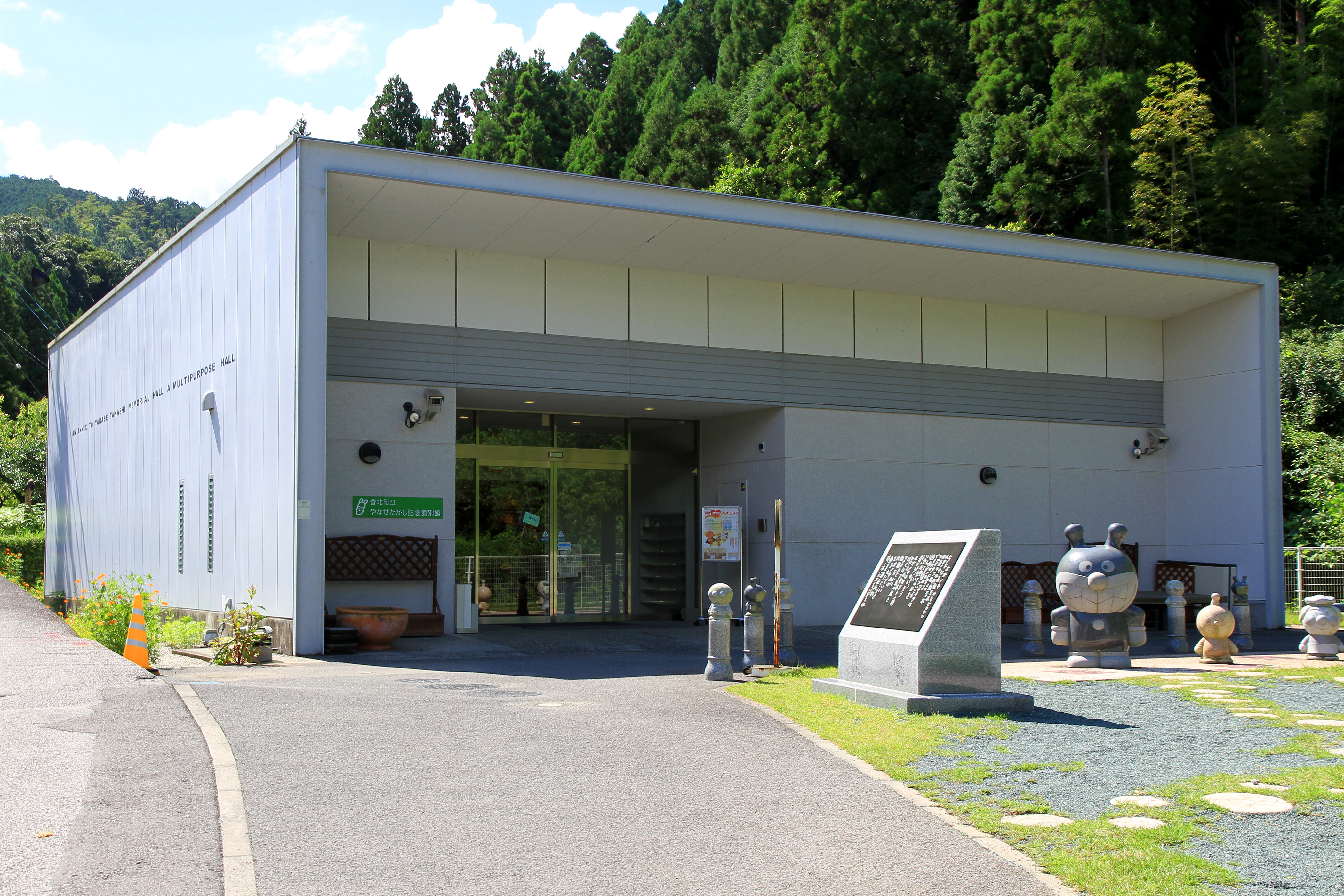
別館
別館館内（企画展示）

アンパンマン像
ジャイアントだだんだん像